# Zelówek
Zelówek [pronunciación en polaco: /zɛˈluvɛk/] es un pueblo ubicado en el distrito administrativo de Gmina Zelów, dentro del condado de Bełchatów, voivodato de Łódź, en el centro de Polonia. Se encuentra a unos 3 kilómetros al noreste de Zelów, a 16 kilómetros al noroeste de Bełchatów, y a 37 kilómetros suroeste de la capital regional Łódź.